# Cerro do Martins
Cerro do Martins é um distrito do município de Caçapava do Sul, no Rio Grande do Sul . O distrito possui  cerca de 1 600 habitantes e está situado na região sul do município .